# Arrancy
Arrancy – miejscowość i gmina we Francji, w regionie Hauts-de-France, w departamencie Aisne.
Według danych na styczeń 2014 roku gminę zamieszkiwały 54 osoby, a gęstość zaludnienia wynosiła 10,3 osób/km².